# (934) Thüringia
(934) Thüringia – planetoida z pasa głównego asteroid okrążająca Słońce w ciągu 4 lat i 204 dni w średniej odległości 2,75 au. Została odkryta 15 sierpnia 1920 roku w Hamburg-Bergedorf Observatory w Bergedorfie przez Waltera Baade. Nazwa planetoidy pochodzi od transatlantyku Thüringia, którym z wizytą do Nowego Jorku płynął odkrywca. Kapitan transatlantyku był amatorem astronomem i prosił Waltera Baade o nazwę planetoidy. Nazwa transatlantyku pochodzi od Turyngii, krainy w Niemczech. Przed nadaniem nazwy planetoida nosiła oznaczenie tymczasowe (934) 1920 HK.